# Wasdow
Koordinaten: 54° 0′ N, 12° 46′ O
Wasdow ist ein Ortsteil der Gemeinde Behren-Lübchin im Mecklenburger Landkreis Rostock. Die vormals eigenständige Gemeinde Wasdow mit ihren Ortsteilen Alt Quitzenow, Bobbin, Friedrichshof und Neu Quitzenow wurde am 5. September 2011 nach Behren-Lübchin eingemeindet. Auf einer Fläche von 26,06 km² lebten am 31. Dezember 2010 amtlich 392 Einwohner.

## Lage

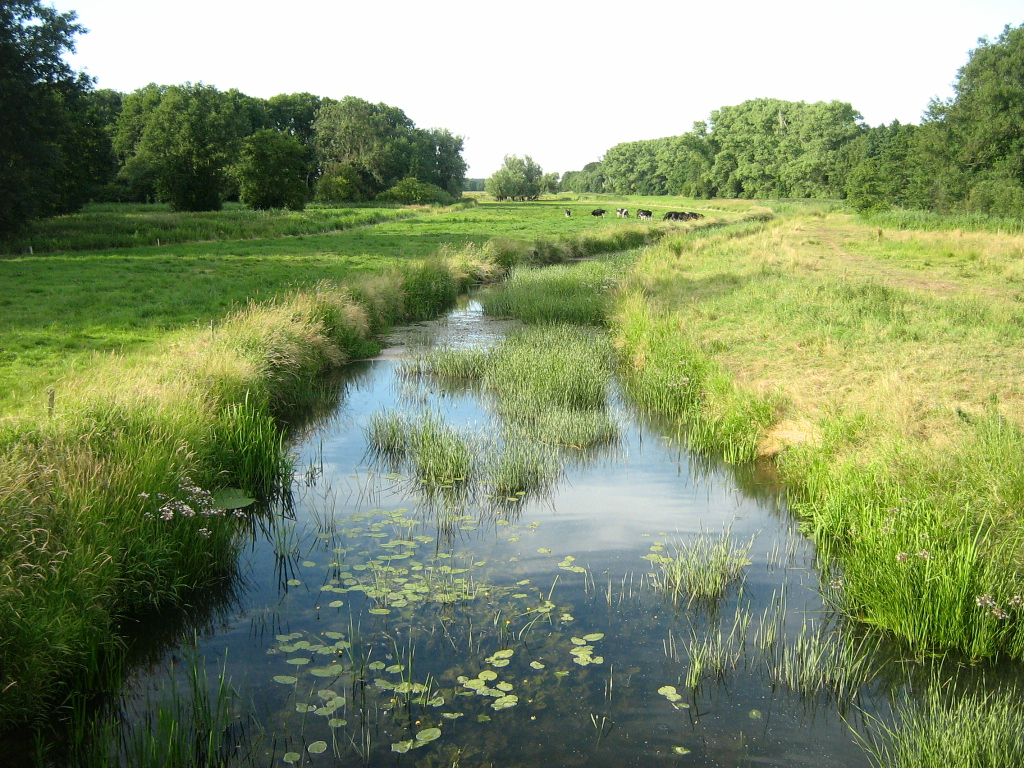
Warbel bei Wasdow

Wasdow liegt an der Mündung der Warbel in die Trebel, deren breites Urstromtal im Bereich Wasdows als etwa 8 km² großes Naturschutzgebiet ausgewiesen ist. Die Trebel bildet hier die historische Grenze zwischen Mecklenburg und Vorpommern. Nördlich von Wasdow liegt das Gebiet des Landkreises Vorpommern-Rügen, im Südosten schließt sich der Landkreis Mecklenburgische Seenplatte an. Die Umgebung ist überwiegend flach – mit 22 m ü. NN ist der Schwedenberg die höchste Erhebung in der Gemarkung Wasdow –, der Wasserspiegel der Trebel liegt dagegen nur wenige Zentimeter über dem Meer, obwohl die Mündung des Peenestroms und das Stettiner Haff noch etwa 85 km entfernt sind. Die Kleinstadt Gnoien ist 6 km von Wasdow entfernt, die Hansestadt Rostock 48 km.

## Geschichte
Alt Quitzenow wurde bis weit in das 19. Jahrhundert als Quitzenow geführt und 1352 Quitsenowe genannt. Bobbin wurde 1283 in einer Urkunde von Heinrich I. (Werle) erstmals erwähnt. Der Ort wurde am 1. Januar 1951 eingemeindet. Hinter Neu Quitzenow liegen zwei Hügelgräber aus der Zeit 1800–600 v. Chr.
Wasdow wurde Mitte des 14. Jahrhunderts erstmals urkundlich erwähnt. Der Ortsname zeigt, dass es sich um von Wenden gegründete Siedlungen handelt. Die Fachwerkkirche stammt von 1754 und hat einen separaten neugotischen Glockenstuhl. Gutsbesitzer waren u. a. die Familien von Hobe (um 1376 bis 1779) und die Familie von Blücher. Ein Vertreter der Familie vor Ort war G. Ludwig E. von Blücher-Wasdow (1767–1828), der auch als Autor wirkte. Mit ihm bildete sich eine genealogische Familienlinie von Blücher-Wasdow, genannt Haus Wasdow, heraus. Ihm folgte sein Sohn, der Chemiker Helmuth von Blücher, dann bis 1894 wiederum dessen Sohn Hermann von Blücher-Wasdow. Ab 1895 war der Ökonomierat Carl Schmidt zu Warrenzin der Gutsherr in Wasdow. Das alte Lehngut Wasdow beinhaltete 1928 gesamt 873 ha, Eigentümer war Ernst Schmidt. Gut Wasdow selbst wurde 1932 aufgesiedelt. Anstelle des Gutsherrn wurde nun der Inspektor Arno Gerold aus Quitzenow der stellvertretende Standesbeamte für den Amtsbezirk Wasdow. Das Gutshaus stammt von 1911 und war nach 1945 Wohn- und Kulturhaus mit Werkküche, Gaststätte und Kindergarten; ab 2002 Dorfgemeinschaftshaus. Im Gutspark sind noch Reste der Burg Wasdow zu sehen.

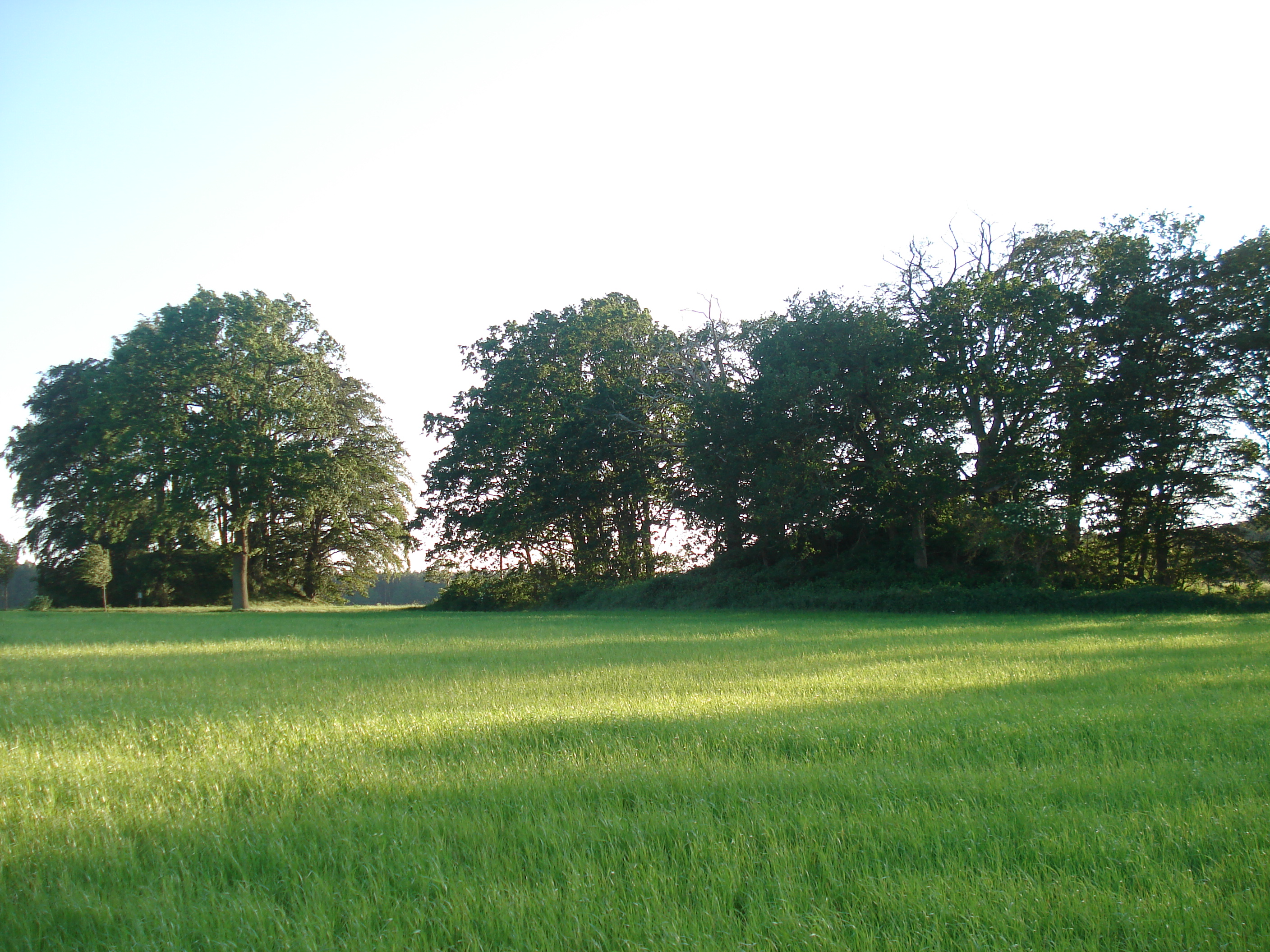
Hügelgräber in Neu Quitzenow
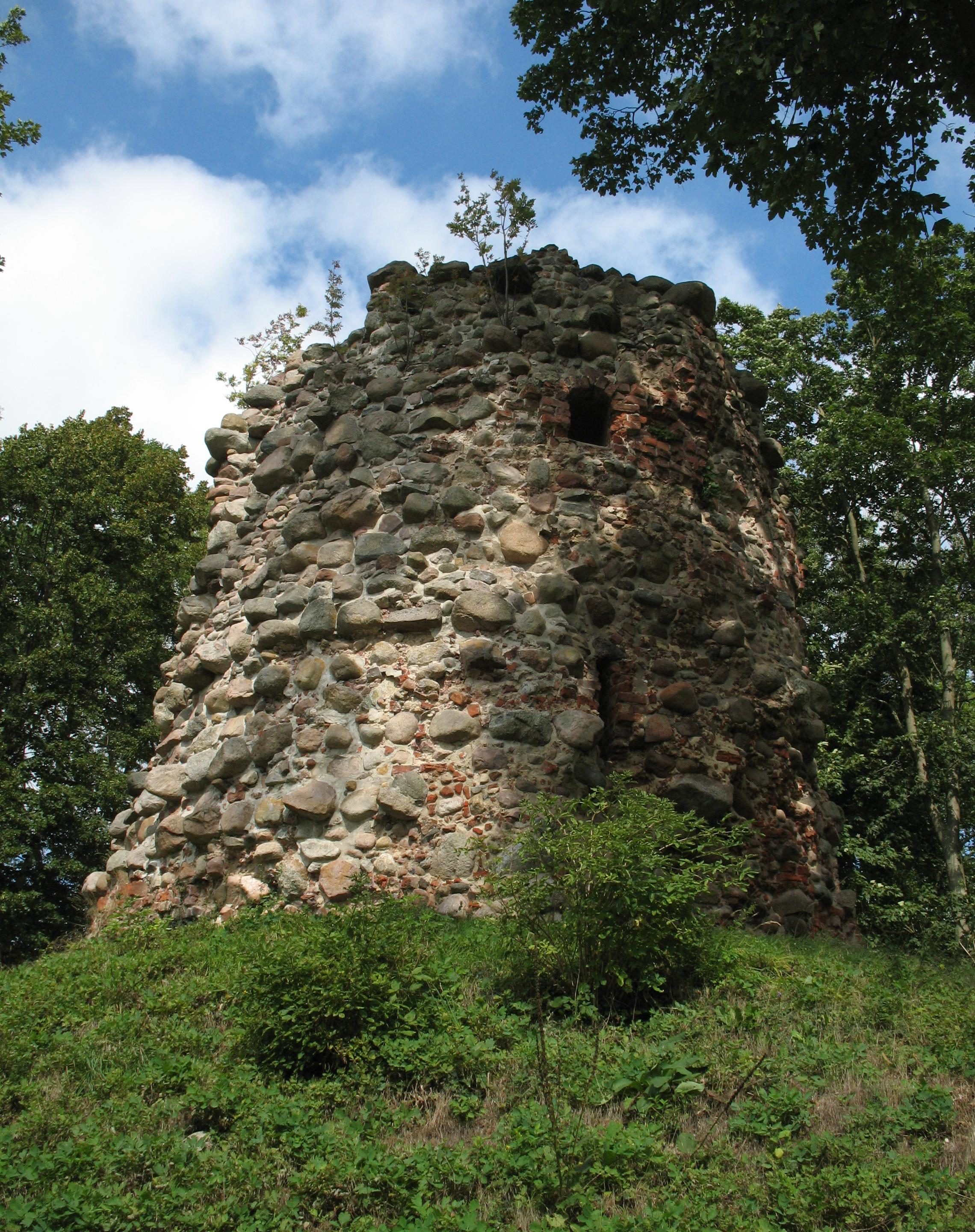
Bergfried der Burgruine Wasdow

## Sehenswürdigkeiten
- Dorfkirche Wasdow: Fachwerkbau von 1754. Im Inneren befinden sich ein spätgotischer Flügelaltar mit einer Mondsichelmadonna, eine historische Kombination aus Kanzel und Beichtstuhl, zwei Emporen aus der Renaissance sowie eine kleine Orgel von Friedrich Hermann Lütkemüller. Im Kirchenraum ist ein altes schmuckvolles Epitaph ausgestellt.
- Gutshaus Wasdow von 1911 mit Marstall, Wohnhaus, Stall
- Ruine der Burg Wasdow im Gutspark
- Ehemalige Wassermühle von 1880 des Lehnguts an der Warbel in Wasdow
- Gutshaus Bobbin: Gut u. a. der Familien von Hobe und von Blücher. Zweigeschossiger klassizistischer Putzbau von nach 1908 mit Mittelrisalit und Krüppelwalm; nach 1945 Wohnhaus; Landschaftspark zersiedelt.
- Gutshaus Alt Quitzenow von 1842 mit klassizistischem Säulenvorbau.
- Wasserturm bei Alt Quitzenow
- Naturschutzgebiet im Trebel-Niedermoor

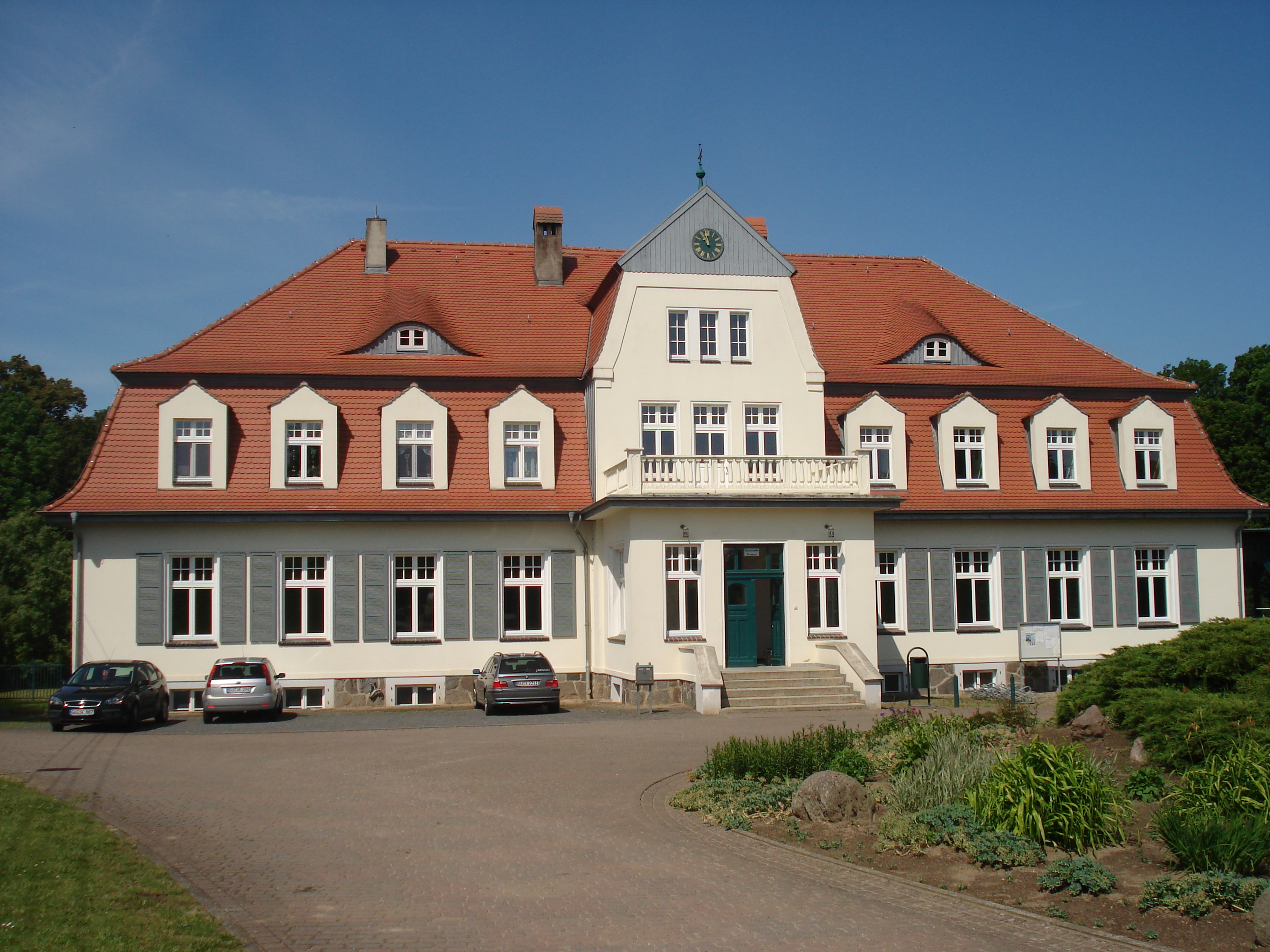
Gutshaus Wasdow (ab 1779 im Besitz der von Blücher)
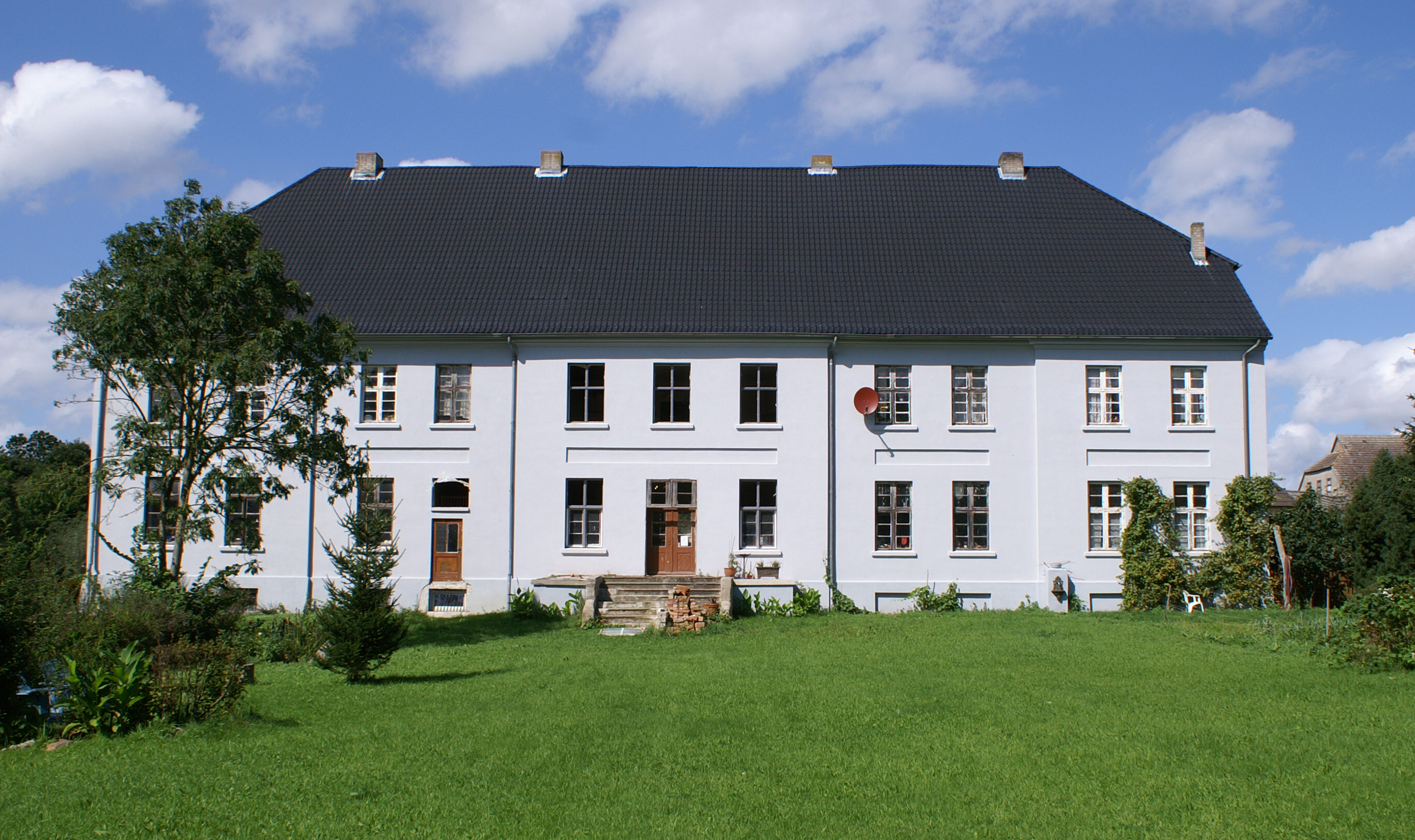
Gutshaus Bobbin (ab 1779 im Besitz derer von Blücher)
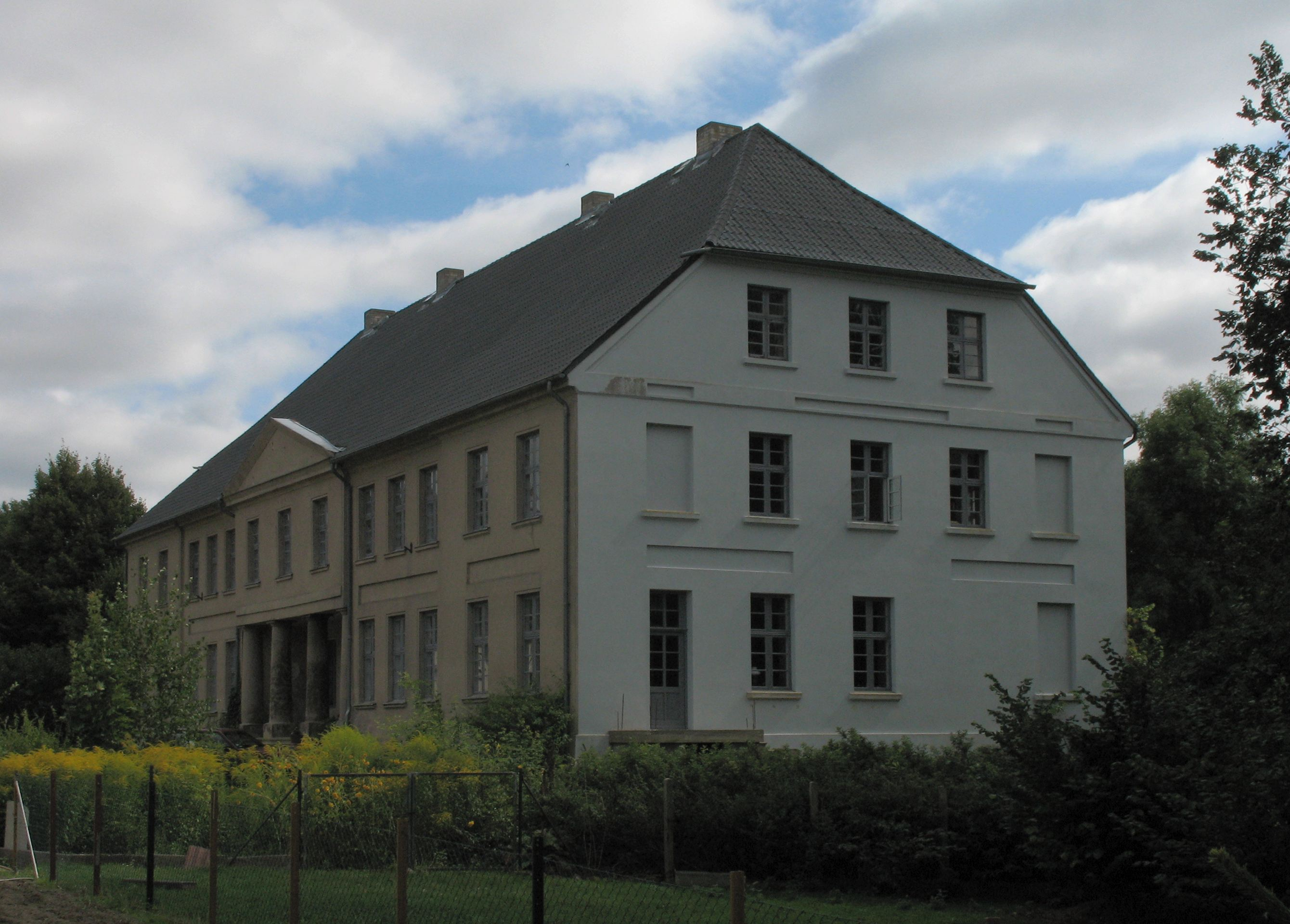
Gutshaus Bobbin
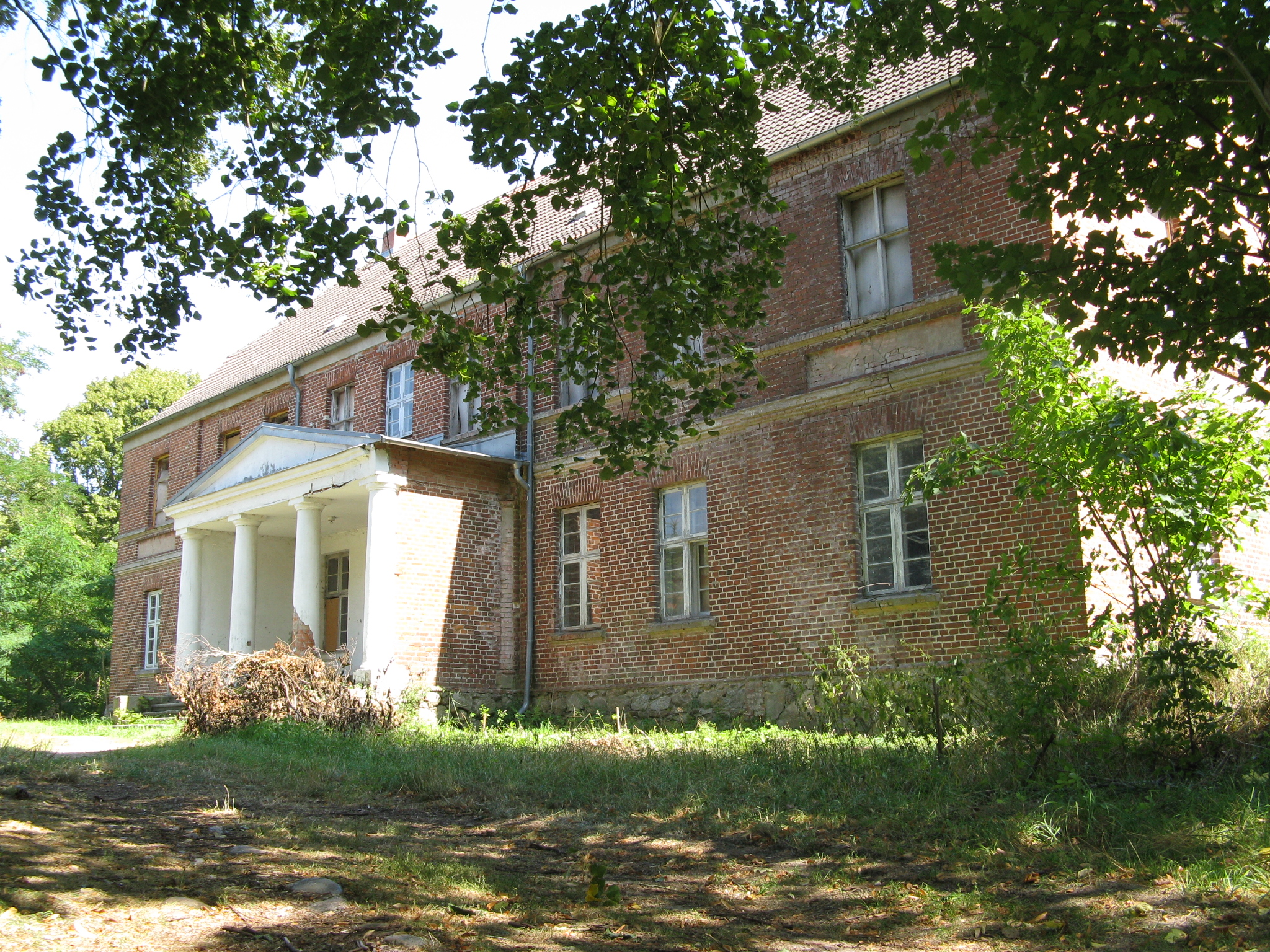
Gutshaus Quitzenow (ab 1779 im Besitz derer von Blücher)
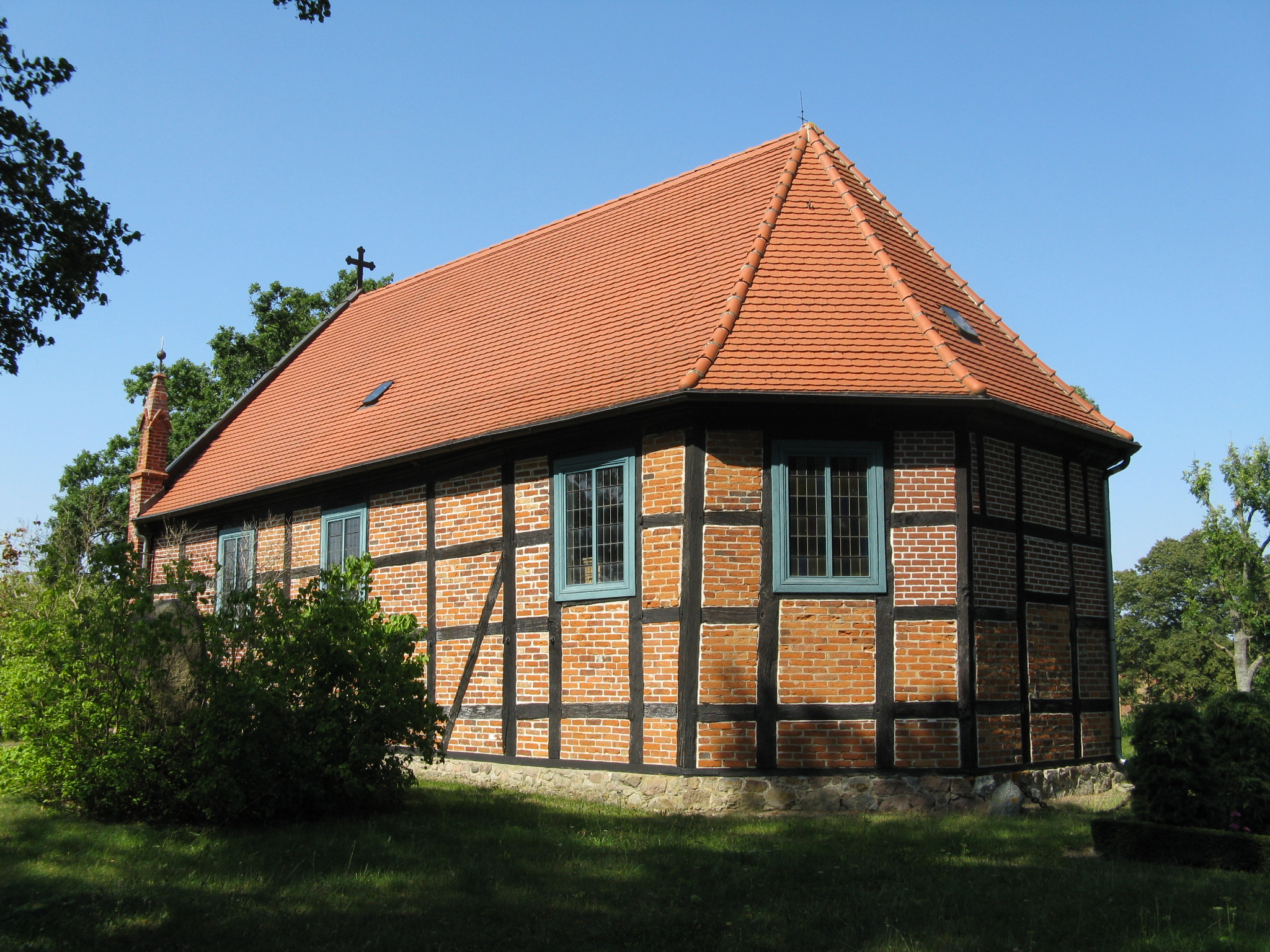
Kirche in Wasdow

## Verkehrsanbindung
Durch die nahe Kleinstadt Gnoien führt die Bundesstraße 110 (Rostock – Demmin). Über die Anschlussstellen Tessin und Bad Sülze ist Wasdow von der Bundesautobahn 20 aus zu erreichen (Entfernung ca. 17 Kilometer). Die nächsten Bahnhöfe befinden sich in Tessin, Demmin und Teterow.

## Söhne und Töchter des Dorfes
- Helmuth von Blücher (1805–1862), Gutsbesitzer, Chemiker und Pharmazeut in Rostock